# Никифоров, Григорий Исаевич
Григо́рий Иса́евич Ники́форов (25 декабря 1903, Витебск — 26 февраля 1972) — советский тренер по лёгкой атлетике.
Заслуженный мастер спорта СССР (1948), заслуженный тренер СССР (1956). Выступал за Ленинград — спортивное общество «Динамо».
Подготовил ряд известных легкоатлетов, в том числе олимпийских чемпионов В. Куца и П. Болотникова; 10 его учеников стали заслуженными мастерами спорта.
В 1948—1968 — старший тренер сборной СССР по бегу на длинные и марафонские дистанции; в 1949 году тренировал сборную Албании.
Кандидат педагогических наук (1955; тема диссертации — «Методика тренировки в марафонском беге»), доцент. В 1931—1972 — преподаватель кафедры лёгкой атлетики ГДОИФК имени П. Ф. Лесгафта.

## Биография
В 1920-е годы Никифоров выступал в соревнованиях по прыжкам в высоту, был неоднократным чемпионом Ленинграда. В 1927—1932 годах работал в Ленинградском областном совете «Динамо», а с 1933 года до конца жизни работал тренером в ДСО «Динамо». Окончив ГДОИФК им. П. Ф. Лесгафта, он с 1931 года до конца жизни там преподавал.
В первые же дни Великой Отечественной войны Никифоров вступил в народное ополчение. Всю блокаду он провёл в Ленинграде.
Ещё до войны Никифоров начал тренировать стайеров, а в середине 1940-х годов он окончательно переключился на тренировку стайеров и марафонцев. Никифоров создал новую систему тренировки — вариативную, принципиально отличавшуюся от интервальной системы Гершлера. Суть этой системы заключалась в следующем: выносливость спортсмена повышалась с помощью длительных пробежек в относительно невысоком темпе, а скоростные качества — многократными пробежками в высоком темпе на ограниченных отрезках.
Никифоров не оставил после себя научных работ, кроме кандидатской диссертации, и воспоминаний: он планировал к семидесяти годам закончить работу тренера-практика и заняться обобщениями. Этим планам не суждено было сбыться — 26 декабря 1972 года он умер от общего заражения крови в день своего 69-летия.
Похоронен на Северном кладбище Санкт-Петербурга.

## Тренер
Воспитанники
- Орлова, Тамара Сергеевна — чемпионка СССР 1928 в беге на 500 м.
- Шахова, Ольга Леонидовна — чемпионка СССР 1931 в прыжках в высоту.
- Рохлин, Эдмунд Исидорович — 5-кратный чемпион СССР (1934—1939) в прыжках в высоту.
- Ганекер, Галина Трофимовна — бронзовый призёр ЧЕ 1950, 5-кратная чемпионка СССР (1939—1945) в прыжках в высоту.
- Шехтель, Александр Яковлевич — 7-кратный чемпион СССР (1936—1947) в метании молота.
- Шехтель, Артур Яковлевич — чемпион СССР 1939 в метании молота.

Стайеры:
- Ануфриев, Александр Александрович — бронзовый призёр ОИ 1952 в беге на 10 000 м, 2-кратный чемпион СССР 1952.
- Куц, Владимир Петрович (тренировал с 1954) — олимпийский чемпион 1956 в беге на 5000 м и 10 000 м, чемпион Европы 1954 в беге на 5000 м, установил 8 РМ (1954—1957), 8-кратный чемпион СССР (1954—1957).
- Жуков, Евгений — серебряный призёр ЧЕ 1958 в беге на 10 000 м.
- Пудов, Николай Иванович — бронзовый призёр ЧЕ 1958 в беге на 10 000 м.
- Артынюк, Александр Ананьевич — 4-кратный чемпион СССР (1958—1961) по кроссу.
- Болотников, Пётр Григорьевич — олимпийский чемпион 1960, чемпион Европы 1962, установил 2 РМ (1960, 1962) в беге на 10 000 м, бронзовый призёр ЧЕ 1962 в беге на 5000 м, 13-кратный чемпион СССР (1957—1964).
- Пожидаев, Иван Семёнович — рекордсмен СССР в беге на 20 000 м и часовом беге.

Марафонцы:
- Гордиенко, Василий Иванович — 2-кратный чемпион СССР 1947, 1949.
- Давыдов, Василий — чемпион СССР 1952.
- Филин, Иван Ильич — серебряный призёр ЧЕ 1958, бронзовый призёр ЧЕ 1954, 2-кратный чемпион СССР 1955—1956.
- Попов, Сергей Константинович — чемпион Европы 1958 (с ВМД), 3-кратный чемпион СССР 1957—1959.
- Воробьёв, Константин — чемпион СССР 1960.

## Семья

Могила Никифорова на Северном кладбище Санкт-Петербурга

- Младший брат — Иван (1906—1984) — крупный спортивный организатор.
- Жена — Валентина Ивановна Никифорова (урождённая Красикова, 23 марта 1922 — 23 мая 2016) — чемпионка СССР 1945 в эстафете; тренер: сначала помогала мужу, в 1970-х годах — тренер по прыжкам в высоту[6][7].
- Дочь — Марина Сидорова[6] (р. 16 января 1950) — бронзовый призёр ЧЕ 1971 в эстафете, неоднократная чемпионка и рекордсменка СССР в спринте, барьерном беге и эстафетах.

## Награды
- Орден Трудового Красного Знамени (27.04.1957) — «за успехи, достигнутые в деле развития массового физкультурного движения в стране, повышения мастерства советских спортсменов, и успешное выступление на международных соревнованиях»
- Медаль «За трудовую доблесть» (16.09.1960) — за успешные выступления в XVII летних и VIII зимних Олимпийских играх 1960 года, а также за выдающиеся спортивные достижения[8]
- Медаль «За трудовое отличие»
- Медаль «За оборону Ленинграда»
- Медаль «За доблестный труд в Великой Отечественной войне 1941—1945 гг.»